# Ємйолово
Ємйолово (пол. Jemiołowo, нім. Mispelsee) — село в Польщі, у гміні Ольштинек Ольштинського повіту Вармінсько-Мазурського воєводства.
Населення — 339 осіб (2011).

## Демографія
Демографічна структура станом на 31 березня 2011 року:
|          | Загалом | Допрацездатний вік | Працездатний вік | Постпрацездатний вік |
| -------- | ------- | ------------------ | ---------------- | -------------------- |
| Чоловіки | 171     | 44                 | 111              | 16                   |
| Жінки    | 168     | 46                 | 84               | 38                   |
| Разом    | 339     | 90                 | 195              | 54                   |